# Línea 80 (EMT Valencia)
La línea 80 Circular-Grans Vies de la EMT de Valencia es una línea de autobús que discurre por las Grandes Vías (Fernando el Católico, Ramón y Cajal, Marqués del Turia), así como la Avenida Aragón, Blasco Ibáñez, San Pío V y Menéndez Pidal. Esta línea discurre prácticamente todo su recorrido por los mismos viales que lo hace la línea 79 con un recorrido circular, pero en sentido contrario, pues la línea 79 los recorre en sentido antihorario y la 80 en sentido horario. A su paso conecta diferentes lugares de importancia en la ciudad como son la Estación de Autobuses, la Plaza España, el Estadio de Mestalla, el Campus de Blasco Ibáñez , el Jardín de Viveros y el Pont de Fusta.

## Recorrido
Plaza España, Ramón y Cajal ,Fernando el Católico, Menéndez Pidal, Llano de la Zaidía, Guadalaviar, Conde de Trénor, Poeta Llorente, General Elío, Blasco Ibáñez, Av. Aragón, Gran Vía Marqués del Turia, Plaza España. 

## Historia
Se creó el 14 de marzo de 1976 a partir de un itineriario anterior por la calle Játiva basado en una antigua línea , la 8B, y se denominaba "Grandes Vías" que empezó el 25 de agosto de 1973. Hacía las funciones de intercanviador de líneas al ser la primera línea, junto con la 79, circular del anillo exterior. Hasta el año 1989 la línea se confundía con la actual línea 79 debido a que esta también se llamaba línea 80 y en este año quedó como línea 80 únicamente la del recorrido actual . En algunos momentos ha tenido la denominación de línea 82. Hasta la apertura de la Avenida Aragón, desde Blasco Ibáñez debía ir por las calles actuales de Dr. Rodríguez Fornos, Naturalista Arévalo Ba, Muñoz Seca, Paseo de la Alameda hasta la Gran Vía Marqués del Túria. El 5 de julio de 2008, la línea  deja de cruzar el puente de las Artes, para recorrer el Llano de Zaidía.

## Otros datos
| Líneas de autobuses que prestan servicio en Valencia |               |                  |
| Línea anterior:                                      | Línea actual: | Línea siguiente: |
| 79 Línea 79                                          | 80 Línea 80   | 81 Línea 81      |